# Pinzgauer (Rind)
Pinzgauer bezeichnet eine Rasse des Hausrindes.

## Geschichte

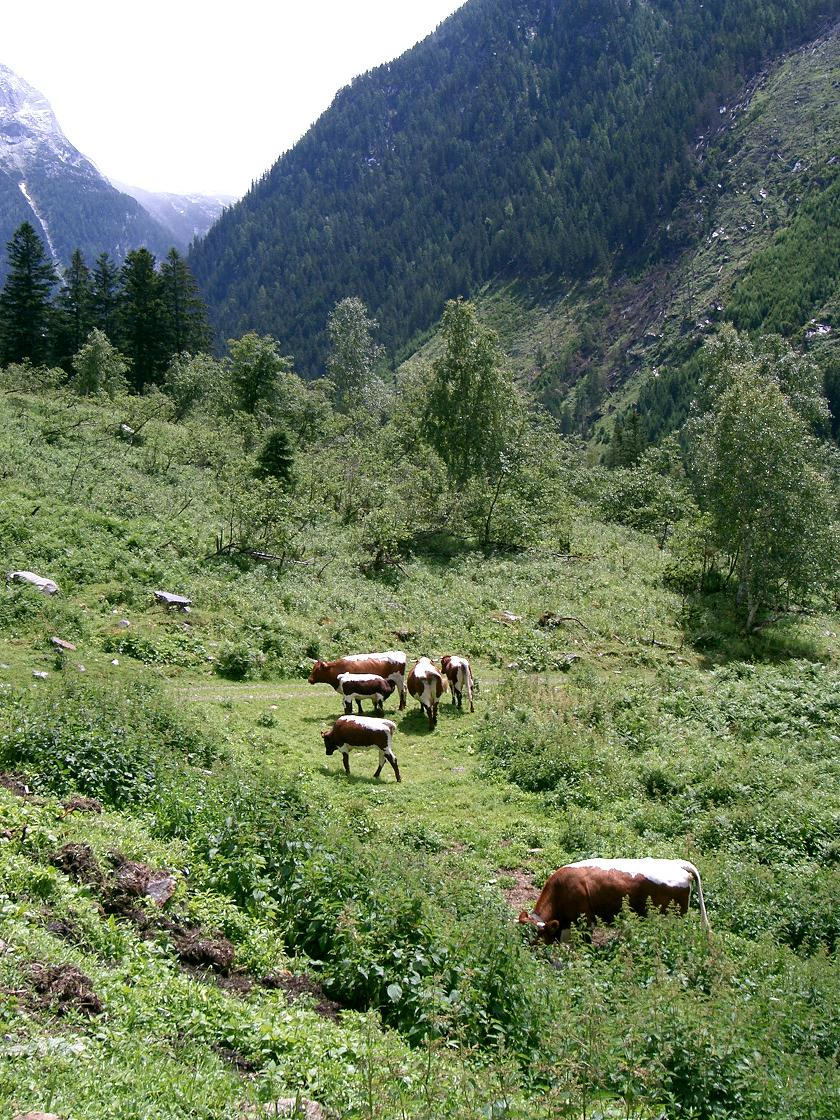
Eine Herde Pinzgauer in den Alpen

Die Benennung der Rinderrasse leitet sich vom Pinzgau her, dem heutigen Bezirk Zell am See im Land Salzburg. Nach morphologischen und genetischen Untersuchungen sind die Pinzgauer näher mit den Niederungsrassen als mit den Rassen der Westalpen verwandt. Einkreuzung von Simmentalern ist jedoch historisch belegt. Schon bevor die Pinzgauer 1846 erstmals als Rasse beschrieben wurden, war „Pinzgauer Fasel“ oder „Pinzgauer Schlag“ als Herkunftsbezeichnung gebräuchlich. Weitere Rinder dieses Typs in der damaligen Zeit, die vermutlich in der Rasse aufgegangen sind, waren Lungauer, Pongauer, Mölltaler, Salzburger Schecken, Brixentaler, Tiroler Rückenschecken, Traunsteiner und Berchtesgadener Katzen. Der Pinzgauer war in früheren Zeiten ein klassisches Dreinutzungsrind, wurde also neben Milch und Fleisch auch und vor allem wegen seiner Zugkraft gehalten. Noch im 19. Jahrhundert zielte die Zucht hauptsächlich auf kräftige Zugtiere, die überall in der Landwirtschaft benötigt wurden, auch von Brauereien und in den großen Zuckerrübenanbaugebieten. Diese Zug-Ochsen waren auch unter dem Namen „Übertäuerer“ bekannt. Zu seiner Blütezeit war der Pinzgauer das meistverbreitete Rind im gesamten Hoheitsgebiet der Österreich-Ungarischen Monarchie und verbreitete sich auch noch weiter nach Osteuropa. 1896 wurde der bayerische Pinzgauer-Zuchtverband gegründet. Im Dezember 1900 erfasste er in Bayern 101.880 Tiere. Der große Einbruch in den Bestandszahlen erfolgte im Zuge der Industrialisierung nach dem Zweiten Weltkrieg. Die Nachfrage nach Zugtieren ging zurück und die Pinzgauer wurden von Tieren mit höherer Milchleistung, teils Fleckvieh, verdrängt. Schon 1930 gab es in Bayern nur noch 85.000 Pinzgauer.
Es existiert ein genetisch hornloser Schlag des Pinzgauers, die Jochberger Hummeln. Sie gehen auf ein fast ganz weißes Kalb zurück, das 1834 in Tirol geboren wurde. Zu dieser Zeit galten hornlose Tier noch als verkrüppelt und unbrauchbar, da das Anbringen eines Stirnjochs bei ihnen nicht möglich war. Heutzutage werden sie nicht mehr angespannt und die Laufstallhaltung nimmt zu, für welche sich die hornlosen Tiere besser eignen (geringere Verletzungsgefahr). Von den „Hornlosen“ gibt es weniger als 50 Exemplare, das gilt für die Rote Liste der gefährdeten Haustierrassen in Österreich als alarmierende Bestandszahl. Zwei Stiere stehen jedoch seit 1988 auf der Besamungsstation bei Salzburg. Dadurch könnte sich bei entsprechender Nachfrage unter Pinzgauerzüchtern das Bild schnell wandeln, da die genetische Hornlosigkeit ein dominantes Erbmerkmal ist.

## Erscheinungsbild

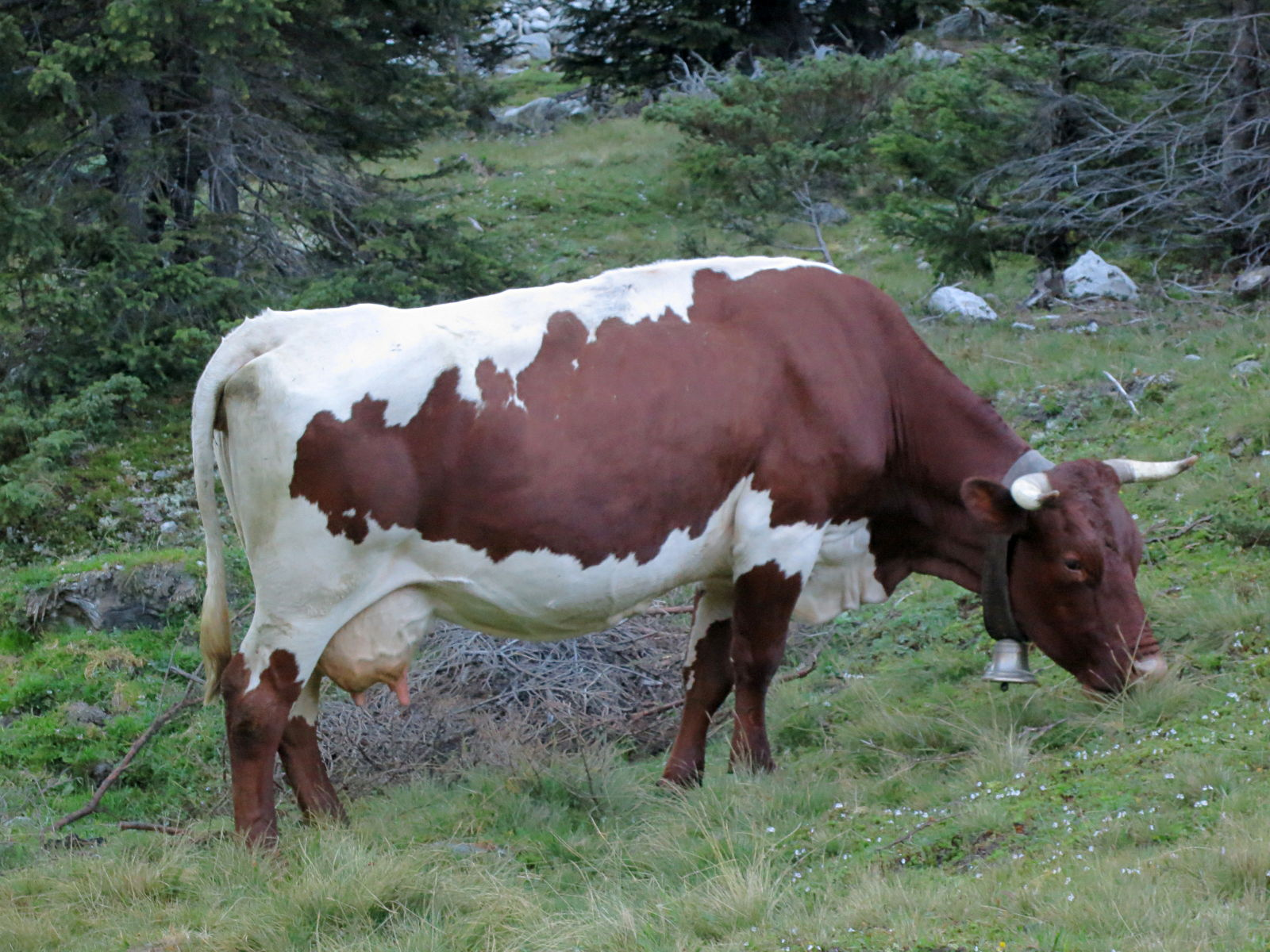
Pinzgauer

Die Tiere sind rotbraun, eine satte Kastanienfarbe ist das Zuchtziel. Gelegentlich kommen schwarze Tiere vor, die jedoch nach einer früheren Wertschätzung als Glücksbringer nach der Jahrhundertwende in der Zucht nicht mehr gern gesehen waren. Schwarze Bullen wurden von der Zucht ausgeschlossen und so ist die schwarze Färbung heute nahezu verschwunden. Allen Tieren gemeinsam ist die rassetypische Weißzeichnung: sie haben einen breiten weißen Streifen vom Widerrist über Rücken und Hinterseite der Oberschenkel; Bauch, Unterbrust, Euter und Schwanz sind weiß (Rückenscheckung). Darüber hinaus tragen sie weiße Streifen über Unterschenkel und Oberarm, die sogenannten „Fatschen“. Ausgewachsene Kühe wiegen heute ca. 600 bis 700 kg bei einer Widerristhöhe von im Mittel 137 cm, Stiere sind mit ca. 1.000 bis 1.100 kg etwa 10 cm größer.

## Bestand und Leistung
Laut der Roten Liste der Gesellschaft zur Erhaltung alter und gefährdeter Haustierrassen (GEH) in Deutschland ist die Pinzgauer Rinderrasse gefährdet, das heißt die Populationsgröße ist unter eine Mindestanzahl gesunken und vermindert sich weiter um jährlich mehr als 10 Prozent.
Eine Statistik der GEH weist für 2018 in Deutschland einen Bestand von rund 1700 Stück Pinzgauern aus, weltweit sollen es noch rund 1,3 Mio. sein. In Österreich gab es im Jahr 1995 53.874 Tiere, davon 9883 Herdbuchkühe.
Zwei widerstreitende Tendenzen haben dazu geführt, dass es nur wenige reinrassige, leistungsstarke Tiere gibt. Pinzgauer werden vor allem als Fleischrinder in Mutterkuhhaltung gezüchtet und es erfolgt so keine Selektion auf Milchleistung. Auch Gebrauchskreuzungen mit lokalen oder ausgeprägten Fleischrassen werden vorgenommen. In Österreich selbst werden seit 1969 Red Holstein eingekreuzt, um die Milchleistung zu steigern. Angestrebt werden 6000 kg Milch bei 4 Prozent Fett und 3,5 Prozent Eiweiß (durchschnittliche Milchleistung in Österreich: 5356 kg Milch bei 3,89 Prozent Fett und 3,28 Prozent Eiweiß, Jahr 2005).
Obwohl Pinzgauer auch in den Kriterien der täglichen Zunahmen und Einstufung in Handelsklassen hinter anderen Rassen zurückbleiben, schätzt ein spezieller Kundenkreis die ausgeprägte Marmorierung des Fleisches. Die Preise für Kälber und Masttiere liegen dennoch unter denen anderer Rassen. Zuchtziel in Sachen Fleischleistung sind tägliche Zunahmen von 1300 g mit rund 58 Prozent Ausschlachtung.

## Kulturelle Bedeutung
Im Jahr 2020 wird dem Pinzgauer Rind im Bergbau und Gotikmuseum in Leogang eine Sonderausstellung unter dem Titel: „Das Pinzgauer Rind- ein Kulturgut Salzburgs“ gewidmet werden. Diese soll die jahrhundertelange Bedeutung des Pinzgauer Rindes für die einheimische Bauernschaft würdigen und auch auf dessen bemerkenswerten Erfolge in anderen Kontinenten näher eingehen.